# Physopleurus villardi
Physopleurus villardi är en skalbaggsart som först beskrevs av Auguste Lameere 1902.  Physopleurus villardi ingår i släktet Physopleurus och familjen långhorningar. Inga underarter finns listade i Catalogue of Life.